# Вукадин Вукадинович
Вукадин Вукадинович (серб. Вукадин Вукадиновић / Vukadin Vukadinović, нар. 14 грудня 1990) — сербський футболіст, півзахисник чеського клубу «Фастав» (Злін).
Виступав також за клуби «Славія», «Спарта» (Прага) та «Тепліце».
Володар Кубка Чехії.

## Ігрова кар'єра
У дорослому футболі дебютував 2010 року виступами за команду «Хайдук» (Белград). 
Згодом з 2010 по 2014 рік грав у складі команд «Сілон Таборско», «Яблонець» та «Вікторія» (Жижков).
Своєю грою за останню команду привернув увагу представників тренерського штабу клубу «Славія», до складу якого приєднався на умовах оренди 2014 року. Відіграв за празьку команду наступний сезон своєї ігрової кар'єри. Більшість часу, проведеного у складі «Славії», був основним гравцем команди.
Протягом 2015—2018 років захищав кольори клубів «Фастав» (Злін), «Фастав» (Злін), «Спарта» (Прага) та «Фастав» (Злін).
У 2018 році повернувся до клубу «Спарта» (Прага). Цього разу провів у складі його команди один сезон. 
З 2019 по 2020 рік продовжував кар'єру в клубах «Болуспор», «Спарта» (Прага) та «Карвіна».
З 2020 року один сезон захищав кольори клубу «Тепліце». Граючи у складі «Тепліце» також здебільшого виходив на поле в основному складі команди.
Протягом 2021—2022 років захищав кольори клубу «Раднички» (Ниш).
До складу клубу «Фастав» (Злін) приєднався 2022 року. Станом на 5 березня 2025 року відіграв за злінську команду 96 матчів в національному чемпіонаті.

## Титули і досягнення
- Володар Кубка Чехії (1):

«Фастав» (Злін): 2016-2017